# Nimród

## Étymologie
Le personnage biblique de Nimrod (araméen: ܢܡܪܘܕ, arabe: نمرود), Chasseur, sans doute d'origine assyrienne, descendant de Noé, est un prototype du rebelle, opposé à Dieu
Les anciennes légendes hongroises (Gesta Hunnorum et Hungarorum, relayées ou créées par les historiens médiévaux hongrois) en font  l'ancêtre des (Huns et des) Hongrois, le père de Hunor et Magor (en).

## Fêtes religieuses
Il est célébré les 3 février, 28 avril, 1 août, 11 novembre.

## Personnalités portant ce prénom
- Nimród Antal (1973-), réalisateur de cinéma hongro-américain